# Paul Kaye
 (août 2017).
Si vous disposez d'ouvrages ou d'articles de référence ou si vous connaissez des sites web de qualité traitant du thème abordé ici, merci de compléter l'article en donnant les références utiles à sa vérifiabilité et en les liant à la section « Notes et références ».
Pour les articles homonymes, voir Kaye.
Paul Kaye est un acteur britannique né le 15 décembre 1964 dans le district d'Upper Clapton à Londres.

## Biographie
Il a tout d'abord été remarqué dans une émission où il tenait le rôle d'un faux reporter appelé Dennis Pennis. Il a traumatisé des dizaines de stars dans les années 1990 avec ses interviews provocatrices et nonsensiques.
Puis, on le voit sur MTV dans le show F**k You où il incarne un dénommé Mike Strutter. Cette émission figure dans le livre des records, dans la catégorie « émission où le plus d'obscénités ont été prononcées ».
Il a un rôle remarqué dans le film Frankie Wilde (It's all gone, Pete Tong), dans lequel il incarne un disc jockey extrêmement populaire qui tombe brusquement de très haut en devenant sourd à la suite de problèmes de drogue et d'alcool.
C'est aussi un grand supporter d'Arsenal Football Club : il tient même une chronique dans le magazine officiel du club.

## Filmographie

### Cinéma
- 2002 : Blowing It
- 2003 : Blackball
- 2003 : Shaun of the Dead de Edgar Wright : Zombie (non crédité)
- 2004 : Frankie Wilde (It's all gone Pete Tong)
- 2005 : Match Point
- 2007 : Waz
- 2009 : Malice in Wonderland
- 2012 : Pusher de Luis Prieto : Fitz
- 2014 : The whale, la véritable histoire de Moby Dick
- 2014 : Dracula Untold de Gary Shore : frère Lucian
- 2015 : Tomorrow de Martha Pinson : Marco
- 2015 : Pan de Joe Wright : Mutti Voosht
- 2017 : Anna and the Apocalypse : Arthur Savage, le proviseur
- 2020 : Creation Stories de Nick Moran
- 2023 : L'Emprise du démon

### Séries télévisées

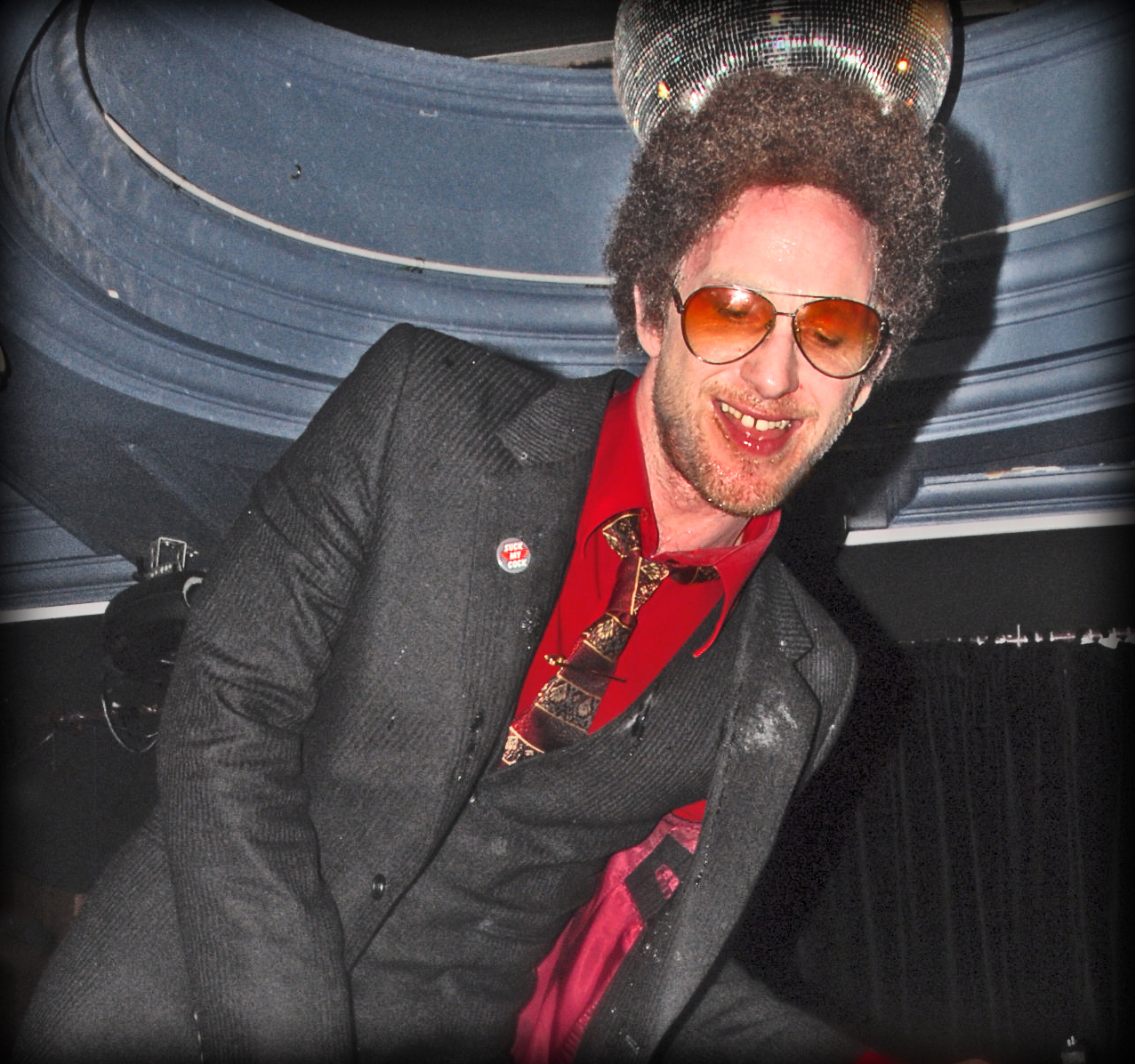
Paul Kaye, 2008

- 1999 : Les Allumés, épisode 1.03 (Spaced) : Hoover
- 2000-2001 : Perfect World (en)
- 2007 : Skins, épisode 4.03 : avocat de Cook
- 2009 : Laurence Mann (Inspecteur Barnaby saison 12 épisode 7 : La Somnambule)
- 2013 à 2017 : Game of Thrones : Thoros de Myr
- 2015 : Doctor Who, épisodes 9.03 et 9.04 : Prentis
- 2015 : The Interceptor
- 2015 : Humans : Silas Capek
- 2015 : Chewing Gum, épisode 1.04 : Sébastien
- 2015 : Jonathan Strange and Mr Norrell (mini-série) : Vinculus
- 2018 : Wanderlust
- 2019 : Les Enquêtes de Vera - S09E2 Parasite - le dr Malcolm Donahue
- 2019 : After Life : Psychiatre de Tony
- 2020 : The Third Day (série HBO, 6 épisodes) : The Cowboy
- 2020 : Intimidation (série télévisée) : Katz
- 2021 : The Watch : Inigo Skimmer
- 2021 : Beforeigners : John Roberts
- 2022 : Mood : Kevin, le beau-père de Sasha